# مرتفع شمال الهادئ

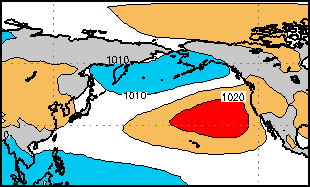

مرتفع شمال الهادئ (أو مرتفع هاواي) أحد حجيرات الضغط المرتفع شبه المداري، وحجيرة مرتفع هاواي دائمة، وتقع في الجزء الشرقي من المحيط الهادي الشمالي بالقرب من جزر هاواي، ولذا عرفت منطقة الضغط المرتفع هناك، بالمرتفع الهاوائي -نسبة إلى تلك الجزر-.

## المصدر
- المعجم الجغرافي المناخي